# The Czars
The Czars sono stati un gruppo alternative rock statunitense, formato nel 1994 a Denver da John Grant e Chris Pearson. Durante la loro carriera hanno pubblicato sei album in studio, un EP e tre singoli.

## Storia
Originariamente con il nome Titanic,, il gruppo si formò nel 1994 composto da Grant, Pearson, e Linsenmaier dopo il ritorno di Grant da un lungo soggiorno in Germania. Prima di formare la band, John Grant aspirava ad essere un traduttore in Germania, prima di rendersi conto che le sue abilità erano scarse e che sarebbe stato in grado di avere il lavoro che desiderava.  La band ha attraversato numerosi personali cambiamenti nelle sue fasi iniziali. Ci vollero alcuni anni prima che la formazione ufficiale si stabilizzò con John Grant alla voce e pianoforte, Jeff Linsenmaier alla batteria, Andy Monley e Roger Green alle chitarre, e Chris Pearson al basso.
Nel 1996, i primi demo della band furono pubblicati su l'album Mood Swing per la loro etichetta discografica, Velveteen Records.  L'anno successivo, l'album The La Brea Tar Pits of Routine è stato pubblicato sempre dalla Velveteen Records. Sia John Grant che la band non erano soddisfatti da questo album, Grant sentiva che le canzoni dell'album non avevano raggiunto il livello compositivo e musicale prefisso.  Entrambi i dischi erano auto-prodotti e auto-pubblicati dalla band. Durante questo periodo di tempo, John Grant i testi erano per lo più improvvisati e spesso modificati durante le esibizioni dal vivo, rendendo difficile per Grant fare sempre la stessa canzone due volte. 
Nello stesso anno che gli Czars pubblicarono La La Brea Tar Pits of Routine, Simon Raymonde, ex bassista dei Cocteau Twins, costituì la casa discografica Bella Union. Grant, grande fan dei Cocteau Twins, ha usato questa come un'opportunità per inviare un disco per l'etichetta. Simon, seppure apprezzando il lavoro del gruppo, la qualità delle tracce del demo non lo convinse a lavorare subito con la band. 
Malgrado questo i rapporti non si interruppero, iniziò una linea di comunicazione tra loro, successivamente il gruppo inviò un altro demo a Simon. Questo nuovo materiale colpì Simon tanto che invitò il gruppo ad incidere un album per la Bella Union.
Con l'aiuto di Simon Raymonde come produttore, gli zar ha iniziato a lavorare sul loro nuovo album, Before...But Longera Londra. Simon non obbligò un certo suono per la band, anzi permise loro di creare e lavorare sul loro suono al proprio ritmo. Il lungo processo di scrittura di Grant come cantautore portò ad avere molti testi pronti senza musica.  La maggior parte delle canzoni di Grant sono state ispirate dai percorsi dal Tamigi a Twickenham Richmond e sulle panchine dei parchi. Deciso di abbandonare la sua forma precedente di songwriting, che in gran parte basata sull'improvvisazione, dedicandosi ad una scrittura più ferma e ragionata.
La registrazione di Before...But Longer ebbe avuto luogo nel 1998, l'album fu completato nel mese di settembre. Con nessun agente, nessun licenziatario europeo, né concerti dal vivo, Raymonde trascorse un anno intero cercando di promuovere il gruppo. Al momento della pubblicazione effettiva del disco, avvenuta nel 2000, la band aveva già considerato il materiale come vecchio e non sembrava che intendesse promuoverlo, nonostante questo l'album ebbe buone recensioni..
Nel 2000 la band inizia a lavorare su The Ugly People vs The Beautiful People con Simon Raymonde fornendo gratuitamente i suoi servizi di produzione, ancora una volta, lasciando la sua giovane famiglia di nuovo a Londra, mentre lui ed il gruppo si trasferirono per la registrazioni dei nuovi brani nella nevosa Denver. Gli Czars sono apparsi anche sulla compilation Sing a Song for You: A Tribute to Tim Buckley, dopo hanno interpretato Song to the Siren e sono stati chiamati a comporre la colonna sonora per il film indipendente I'd Rather Be ... Gone.
L'EP X Would Rather Listen to Y Than Suffer Through a C of Z's è stato autoprodotto dalla band e pubblicato durante il tour del 2002. Il nome dell'EP è uno scherzo ed è venuto da un dizionario.
La Violinista Elin Palmer si è unita alla band nel 2003 e ha contribuito al disco Goodbye. Dopo aver investito nella band per i due album precedenti, non avendo ottenuto i risultati prefissi, l'etichetta decise di interrompere il rapporto col gruppo.
Nonostante il plauso della critica, Goodbye è stato l'ultimo album del gruppo. Nel 2004, cinque dei sei membri hanno lasciato la band nell'arco di nove mesi. Dopo l'uscita degli altri membri, John Grant continuò il tour sotto il nome del gruppo prima di decidere di intraprendere la carriera solista. Monley Andy e Roger Green, insieme con il musicista David Devine, appaiono in Sorry I Made You Cry come chitarristi.  Nel 2005, l'etichetta Bella Union ha pubblicato una compilation di b-sides e rarità della band, intitolata Sorry I Made You Cry.
A seguito dello scioglimento del gruppo, Grant ha avuto un periodo di pausa dal mondo della musica, tornando a registrare ed a esibirsi nel 2010 con il suo album di debutto da solista Queen of Denmark..

## Componenti
- John Grant
- Chris Pearson
- Jeff Linsenmaier
- Andy Monley
- Roger Green
- Elin Palmer

## Discografia

### Album in studio
- 1996 - Moodswing (Velveteen Records)
- 1997 - The La Brea Tar Pits of Routine (Velveteen Records)
- 2000 - Before...But Longer (Bella Union)
- 2001 - The Ugly People Vs. the Beautiful People (Manifesto Records)
- 2004 - Goodbye (Pastel)

### Raccolte
- 2005 - Sorry I Made You Cry (Bella Union)

### EP
- 2002 - X Would Rather Listen To Y Than Suffer Through a C of Z's (EP)

### Singoli
- 2000 - Val
- 2002 - Side Effect
- 2002 - X Would Rather Listen
- 2004 - Paint the Moon